# Campeonato Mundial de Balonmano Femenino Junior de 2014
El Campeonato Mundial de Balonmano Femenino Junior de 2014 se celebró en Croacia entre el 28 de junio y al 6 de julio de 2014 bajo la organización de la Federación Internacional de Balonmano (IHF).
Un total de 24 países competirán por el título de campeón mundial junior. Las 24 selecciones nacionales se dividirán en 4 grupos de 6 equipos, los 4 mejores de cada grupo pasaran a la fase de octavos de final en eliminatoria directa hasta el final.

## Grupos
| Grupo A         | Grupo B      | Grupo C                         | Grupo D   |
| --------------- | ------------ | ------------------------------- | --------- |
| Corea del Sur   | Alemania     | Hungría                         | Rusia     |
| Noruega         | Dinamarca    | Francia                         | Rumania   |
| Croacia         | Países Bajos | Suecia                          | Eslovenia |
| República Checa | Argentina    | República Democrática del Congo | China     |
| Uruguay         | Angola       | Portugal                        | Turquía   |
| Kazajistán      | Serbia       | Japón                           | Brasil    |

## Grupo A
| Equipo          | J | G | E | P | GF  | GC  | DG  | PTS |
| --------------- | - | - | - | - | --- | --- | --- | --- |
| Corea del Sur   | 5 | 4 | 0 | 1 | 183 | 132 | +51 | 8   |
| Croacia         | 5 | 4 | 0 | 1 | 134 | 101 | +33 | 8   |
| Noruega         | 5 | 3 | 0 | 2 | 165 | 116 | +49 | 6   |
| República Checa | 5 | 3 | 0 | 2 | 141 | 124 | +17 | 6   |
| Uruguay         | 5 | 1 | 0 | 4 | 103 | 172 | -69 | 2   |
| Kazajistán      | 5 | 0 | 0 | 5 | 103 | 184 | -81 | 0   |

- Resultados

| Fecha | Hora² | Partido¹        | Partido¹ | Partido¹        | Resultado |
| ----- | ----- | --------------- | -------- | --------------- | --------- |
| 28.06 | 16:15 | Noruega         | -        | República Checa | 31-18     |
| 28.06 | 18:30 | Corea del Sur   | -        | Kazajistán      | 48-26     |
| 28.06 | 20:45 | Croacia         | -        | Uruguay         | 27-14     |
| 30.06 | 16:00 | República Checa | -        | Corea del Sur   | 30-27     |
| 30.06 | 18:15 | Uruguay         | -        | Noruega         | 20-45     |
| 30.06 | 20:30 | Kazajistán      | -        | Croacia         | 17-32     |
| 02.07 | 16:00 | Noruega         | -        | Kazajistán      | 42-19     |
| 02.07 | 18:15 | Corea del Sur   | -        | Croacia         | 29-27     |
| 02.07 | 20:30 | República Checa | -        | Uruguay         | 33-24     |
| 03.07 | 16:00 | Corea del Sur   | -        | Uruguay         | 45-22     |
| 03.07 | 16:15 | Croacia         | -        | Noruega         | 25-20     |
| 03.07 | 18:15 | Kazajistán      | -        | República Checa | 19-39     |
| 05.07 | 20:30 | Uruguay         | -        | Kazajistán      | 23-22     |
| 05.07 | 18:30 | Croacia         | -        | República Checa | 23-21     |
| 05.07 | 20:45 | Corea del Sur   | -        | Noruega         | 34-27     |

## Grupo B
| Equipo       | J | G | E | P | GF  | GC  | DG  | PTS |
| ------------ | - | - | - | - | --- | --- | --- | --- |
| Dinamarca    | 5 | 5 | 0 | 0 | 147 | 113 | +34 | 10  |
| Alemania     | 5 | 4 | 0 | 1 | 145 | 112 | +33 | 8   |
| Países Bajos | 5 | 3 | 0 | 2 | 130 | 131 | -1  | 6   |
| Serbia       | 5 | 2 | 0 | 3 | 127 | 144 | -17 | 4   |
| Argentina    | 5 | 1 | 0 | 4 | 117 | 141 | -24 | 2   |
| Angola       | 5 | 0 | 0 | 5 | 135 | 160 | -25 | 0   |

- Resultados

| Fecha | Hora² | Partido¹     | Partido¹ | Partido¹     | Resultado |
| ----- | ----- | ------------ | -------- | ------------ | --------- |
| 28.06 | 16:15 | Dinamarca    | -        | Angola       | 34-30     |
| 28.06 | 18:30 | Países Bajos | -        | Argentina    | 25-23     |
| 28.06 | 20:45 | Alemania     | -        | Serbia       | 26-20     |
| 30.06 | 16:00 | Angola       | -        | Países Bajos | 32-35     |
| 30.06 | 18:15 | Serbia       | -        | Dinamarca    | 22-36     |
| 30.06 | 20:30 | Argentina    | -        | Alemania     | 19-36     |
| 02.07 | 16:00 | Dinamarca    | -        | Argentina    | 27-21     |
| 02.07 | 20:30 | Países Bajos | -        | Alemania     | 22-24     |
| 03.07 | 16:00 | Angola       | -        | Serbia       | 24-28     |
| 03.07 | 18:15 | Países Bajos | -        | Serbia       | 33-28     |
| 03.07 | 20:30 | Alemania     | -        | Dinamarca    | 25-26     |
| 03.07 | 20:30 | Argentina    | -        | Angola       | 29-24     |
| 05.07 | 16:15 | Serbia       | -        | Argentina    | 29-25     |
| 05.07 | 18:30 | Alemania     | -        | Angola       | 34-25     |
| 05.07 | 20:45 | Dinamarca    | -        | Países Bajos | 24-15     |

## Grupo C
| Equipo                          | J | G | E | P | GF  | GC  | DG  | PTS |
| ------------------------------- | - | - | - | - | --- | --- | --- | --- |
| Hungría                         | 5 | 5 | 0 | 0 | 136 | 82  | +54 | 10  |
| Francia                         | 5 | 4 | 0 | 1 | 133 | 100 | +33 | 8   |
| Portugal                        | 5 | 3 | 0 | 2 | 121 | 119 | +2  | 6   |
| Suecia                          | 5 | 1 | 1 | 3 | 111 | 112 | -1  | 3   |
| Japón                           | 5 | 1 | 1 | 3 | 125 | 157 | -32 | 3   |
| República Democrática del Congo | 5 | 0 | 0 | 5 | 90  | 146 | -56 | 0   |

- Resultados

| Fecha | Hora² | Partido¹                        | Partido¹ | Partido¹                        | Resultado |
| ----- | ----- | ------------------------------- | -------- | ------------------------------- | --------- |
| 28.06 | 16:15 | Hungría                         | -        | Japón                           | 37-19     |
| 28.06 | 18:30 | Francia                         | -        | Portugal                        | 29-16     |
| 28.06 | 20:45 | Suecia                          | -        | República Democrática del Congo | 23-15     |
| 29.06 | 16:00 | Japón                           | -        | Francia                         | 22-33     |
| 29.06 | 18:15 | República Democrática del Congo | -        | Hungría                         | 9-35      |
| 29.06 | 20:30 | Portugal                        | -        | Suecia                          | 22-19     |
| 01.07 | 18:15 | Hungría                         | -        | Portugal                        | 21-20     |
| 01.07 | 18:15 | Francia                         | -        | Suecia                          | 28-23     |
| 01.07 | 20:30 | Japón                           | -        | República Democrática del Congo | 30-27     |
| 03.07 | 16:00 | Francia                         | -        | República Democrática del Congo | 29-17     |
| 03.07 | 18:15 | Suecia                          | -        | Hungría                         | 20-21     |
| 03.07 | 20:30 | Portugal                        | -        | Japón                           | 34-28     |
| 05.07 | 16:15 | República Democrática del Congo | -        | Portugal                        | 22-29     |
| 05.07 | 18:30 | Suecia                          | -        | Japón                           | 26-26     |
| 05.07 | 20:45 | Hungría                         | -        | Francia                         | 22-14     |

## Grupo D
| Equipo    | J | G | E | P | GF  | GC  | DG  | PTS |
| --------- | - | - | - | - | --- | --- | --- | --- |
| Rusia     | 5 | 5 | 0 | 0 | 180 | 115 | +65 | 10  |
| Rumania   | 5 | 4 | 0 | 1 | 161 | 126 | +35 | 8   |
| Brasil    | 5 | 3 | 0 | 2 | 116 | 119 | -3  | 6   |
| Eslovenia | 5 | 2 | 0 | 3 | 134 | 137 | -3  | 4   |
| China     | 5 | 1 | 0 | 4 | 104 | 149 | -45 | 2   |
| Túnez     | 5 | 0 | 0 | 5 | 114 | 163 | -49 | 0   |

- Resultados

| Fecha | Hora² | Partido¹  | Partido¹ | Partido¹  | Resultado |
| ----- | ----- | --------- | -------- | --------- | --------- |
| 28.06 | 16:15 | Rusia     | -        | Brasil    | 35-19     |
| 28.06 | 18:30 | Rumania   | -        | Túnez     | 35-22     |
| 28.06 | 20:45 | Eslovenia | -        | China     | 29-23     |
| 29.06 | 16:00 | Brasil    | -        | Rumania   | 21-26     |
| 29.06 | 18:15 | China     | -        | Rusia     | 20-32     |
| 29.06 | 20:30 | Túnez     | -        | Eslovenia | 26-33     |
| 01.07 | 16:00 | Rusia     | -        | Túnez     | 43-18     |
| 01.07 | 18:15 | Rumania   | -        | Eslovenia | 30-24     |
| 01.07 | 20:30 | Brasil    | -        | China     | 26-12     |
| 03.07 | 16:00 | Rumania   | -        | China     | 39-25     |
| 03.07 | 18:15 | Eslovenia | -        | Rusia     | 27-36     |
| 03.07 | 20:30 | Túnez     | -        | Brasil    | 25-28     |
| 05.07 | 16:15 | China     | -        | Túnez     | 24-23     |
| 05.07 | 18:30 | Eslovenia | -        | Brasil    | 21-22     |
| 05.07 | 20:45 | Rusia     | -        | Rumania   | 34-31     |

## Fase final

### Octavos de final
| Fecha | Hora  | Partido¹      | Partido¹ | Partido¹        | Resultado |
| ----- | ----- | ------------- | -------- | --------------- | --------- |
| 07.07 | 14:00 | Dinamarca     | -        | República Checa | 37-23     |
| 07.07 | 14:00 | Portugal      | -        | Rumania         | 21-25     |
| 07.07 | 16:15 | Corea del Sur | -        | Serbia          | 32-28     |
| 07.07 | 16:15 | Brasil        | -        | Francia         | 23-29     |
| 07.07 | 18:30 | Países Bajos  | -        | Croacia         | 22-21     |
| 07.07 | 18:30 | Hungría       | -        | Eslovenia       | 26-20     |
| 07.07 | 20:45 | Noruega       | -        | Alemania        | 24-27     |
| 07.07 | 20:45 | Rusia         | -        | Suecia          | 31-18     |

### Cuartos de final
| Fecha | Hora  | Partido¹     | Partido¹ | Partido¹      | Resultado |
| ----- | ----- | ------------ | -------- | ------------- | --------- |
| 09.07 | 14:00 | Dinamarca    | -        | Francia       | 36-26     |
| 09.07 | 16:15 | Países Bajos | -        | Rusia         | 33-43     |
| 09.07 | 18:30 | Rumania      | -        | Corea del Sur | 27-36     |
| 09.07 | 20:45 | Alemania     | -        | Hungría       | 20-19     |

### Semifinales
| Fecha | Hora  | Partido¹      | Partido¹ | Partido¹ | Resultado |
| ----- | ----- | ------------- | -------- | -------- | --------- |
| 11.07 | 18:30 | Dinamarca     | -        | Rusia    | 29-31     |
| 11.07 | 20:45 | Corea del Sur | -        | Alemania | 28-24     |

### Tercer lugar
| Fecha | Hora  | Partido¹  | Partido¹ | Partido¹ | Resultado |
| ----- | ----- | --------- | -------- | -------- | --------- |
| 13.07 | 14.00 | Dinamarca | -        | Alemania | 21-20     |

### Final
| Fecha | Hora  | Partido¹ | Partido¹ | Partido¹      | Resultado |
| ----- | ----- | -------- | -------- | ------------- | --------- |
| 13.07 | 16:30 | Rusia    | -        | Corea del Sur | 27-34     |

## Medallero
|               |       |           |
| Corea del Sur | Rusia | Dinamarca |

## Estadísticas

### Clasificación general
| 1. Corea del Sur    |
| 2. Rusia            |
| 3. Dinamarca        |
| 4. Alemania         |
| 5. Francia          |
| 6. Rumania          |
| 7. Hungría          |
| 8. Países Bajos     |
| 9. Noruega          |
| 10. Croacia         |
| 11. República Checa |
| 12. Serbia          |
| 13. Suecia          |
| 14. Eslovenia       |
| 15. Brasil          |
| 16. Portugal        |
| 17. Angola          |
| 18. Túnez           |
| 19. Kazajistán      |
| 20. R. D. del Congo |
| 21. Japón           |
| 22. Uruguay         |
| 23. China           |
| 24. Argentina       |